# Montalbán de Córdoba
Pour les articles homonymes, voir Montalbán (homonymie).
Montalbán de Córdoba est une ville d’Espagne, dans la province de Cordoue, communauté autonome d’Andalousie.